# NGC 1590
NGC 1590 is een spiraalvormig sterrenstelsel in het sterrenbeeld Stier. Het hemelobject werd op 28 oktober 1865 ontdekt door de Duits-Deense astronoom Heinrich Louis d'Arrest.

## Synoniemen
- PGC 15368
- UGC 3071
- IRAS04284+0731
- MCG 1-12-8
- 2ZW 13
- ZWG 419.14
- KUG 0428+075